# Мухино (Хомутовський район)
Мухино (рос. Мухино) — село в Хомутовському районі Курської області Російської Федерації.
Населення становить 30 осіб. Входить до складу муніципального утворення Петровська сільрада.

## Історія
Населений пункт розташований на території українського етнічного та культурного краю Східна Слобожанщина.
Від 2004 року входить до складу муніципального утворення Петровська сільрада.

## Населення
| 2002 | 2010 |
| ---- | ---- |
| 112  | ↘30  |